# تامبیلی

تامبیلی شهری در شهرستان گاونگو در استان بازگا در بورکینافاسوی مرکزی است و جمعیت آن ۴۳۶ نفر است.